# Пауллини, Кристиан Франц
Кристиан Франц Пауллини (нем. Christian Franz Paullini; 25 февраля 1643, Айзенах — 10 июня 1712, там же) — немецкий учёный-энциклопедист, медик, ботаник, зоолог, богослов, писатель на немецком и латинском языках, географ, историк, философ и этнограф.

## Биография
Родился в семье купцов и учёных. Родители хотели, чтобы Кристиан стал священником и вначале он стал изучать теологию. Однако позже, увлёкся медициной и одновременно с богословием изучал фармакологию в Данциге, Кёнигсберге, Ростоке, Любеке, Киле и Копенгагене, в Виттенбергском университете получил степень магистра, а в университете Лейдена — доктора медицины. Побывал в Кембридже, Оксфорде, Швеции, Норвегии и Исландии. Служил личным врачом и историографом епископа Мюнстера, затем — в Брауншвейг-Вольфенбюттеле. В 1685 году вернулся в родной город и с 1689 году работал в должности городского врача «Stadtphysicus» Айзенаха.
Переписывался с А. Кирхером и Лейбницем. Как учёный написал около 68 книг. К. Пауллини был членом ряда иностранных научных и литературных академий, в частности, Плодоносящего общества, Блюменордена и Императорской Академии наук Леопольдина.
Из его сочинений заслуживают особое внимания «Antiquitatum germanarum syntagma» (Франкфурт, 1698) и «Geographica curiosa» (1699).
Используя древние и современные медицинские знания, собственные наблюдения, выдвинул несколько теорий, например, о четырёх людских темпераментах. Среди его основных работ, учебник о том, как использовать экскременты людей и животных для лечения внутренние или внешние заболеваний (Heilsame Dreck-Apotheke: wie nemlich mit Koth und Urin die meisten Krankheiten und Schäden glucklich geheilet worden), то есть, о фекальной бактериотерапии.
Как ботаник, дал своё имя роду Пауллиния, включающего в числе прочих Paullinia cupana, известную как гуарана, растущую в бассейне Амазонки и особенно распространенную в Бразилии и Парагвае.
Как зоолог, в 1706 году описал Кракена по свидетельствам писателя и путешественника Франческо Негри в Animalia fabulosa.
Как богослов, в вопросах религиозной свободы намного опередил своё время. Выступал в поддержку предоставления женщинам образования.

## Избранная библиография
- Cynographia Curiosa Seu Canis Descriptio. WDB – Wolfenbütteler Digitale Bibliothek (1685).
- Discursus hist. pol. de advocatis et oeconomis monasticis: innexis aliquot diplomatibus et literis vere authenticis (фр.). — Gollner, 1686. — P. 31.
- Bufo juxta methodum & leges illustris Academiae Naturalis Curiosorum breviter descriptus, multisque naturae & artis observationibus, aliisque utilibus curiositatibus, studiosè refertus, à Christiano Francisco Paullini, (лат.). — impensis Johannis Zigeri, bibliopolae. Typis Christiani Sigismumdi Frobergii, 1686. — С. 120.
- Sacra herba, seu nobilis salvia, juxta methodum et leges illustris academiae naturae curiosorum descripta, selectisque remediis, et propriis observationibus conspersa (каталан.). — Augustae Vindelicorum (Augsburg): Laurentii Kronigeri & Theoph. Goebelii. Haeredum Typis Cafpari Brechenmacheri, 1688. — С. 414. on the properties of Sage.
- Coenarum Helena, seu Angvilla 1689 by the University and State Library Düsseldorf
- Flagellum salutis: Das ist: Curieuse Erzählung, Wie mit Schlägen Allerhand schwere Kranckheiten ... curiret werden … (нем.). — Knochen, 1698.
- Rerum et antiquitatum Germanicarum syntagma: varios annales, chronica et dissertationes comprendens … (фр.). — Knoch, 1698. — P. 1033.
- Henricus Graunius; Christian Knauthen. Gaeographia curiosa, seu de pagis antiquae praesertim Germaniae commentarius (каталан.). — Impensis Friderici Knochii, 1699.
- Philosophischer Feyerabend: in sich haltende allerhand anmuthige, seltene, curieuse, so nütz als ergetzliche, auch zu allerlei nachtrücklichen Discursen anlassgebende Realien und merckwürdige Begebenheiten, in Leyd und Freud, zumlustigen end erbaulichen Zeitvertreib wohlmeinend mitgetheilet (нем.). — In Verlegung Fridrich Knochens, 1700. — S. 892.
- De Theriaca Coelesti Reformata Liber Singularis: Secundùm Leges & Methodum Imperialis Academiae Leopoldinae Nat. Curiosor. scriptus, Multisque observationibus rarioribus Physico-Medicis illustratus & confirmatus (англ.). — Knochius, 1701. — P. 347.
- De Candore Liber Singularis, Varijs Antiquitatibus, memorabilibus & curiositatibus illustratus. WDB – Wolfenbütteler Digitale Bibliothek (1703).
- Nucis moschatae curiosa descriptio (неопр.). — 1704.
- Philosophische Lust-Stunden (неопр.). — 1707.
- «Die heylsame Dreck-Apotheke» 1714 (remastered) by the University and State Library Düsseldorf